# Villa Medicea di Collesalvetti

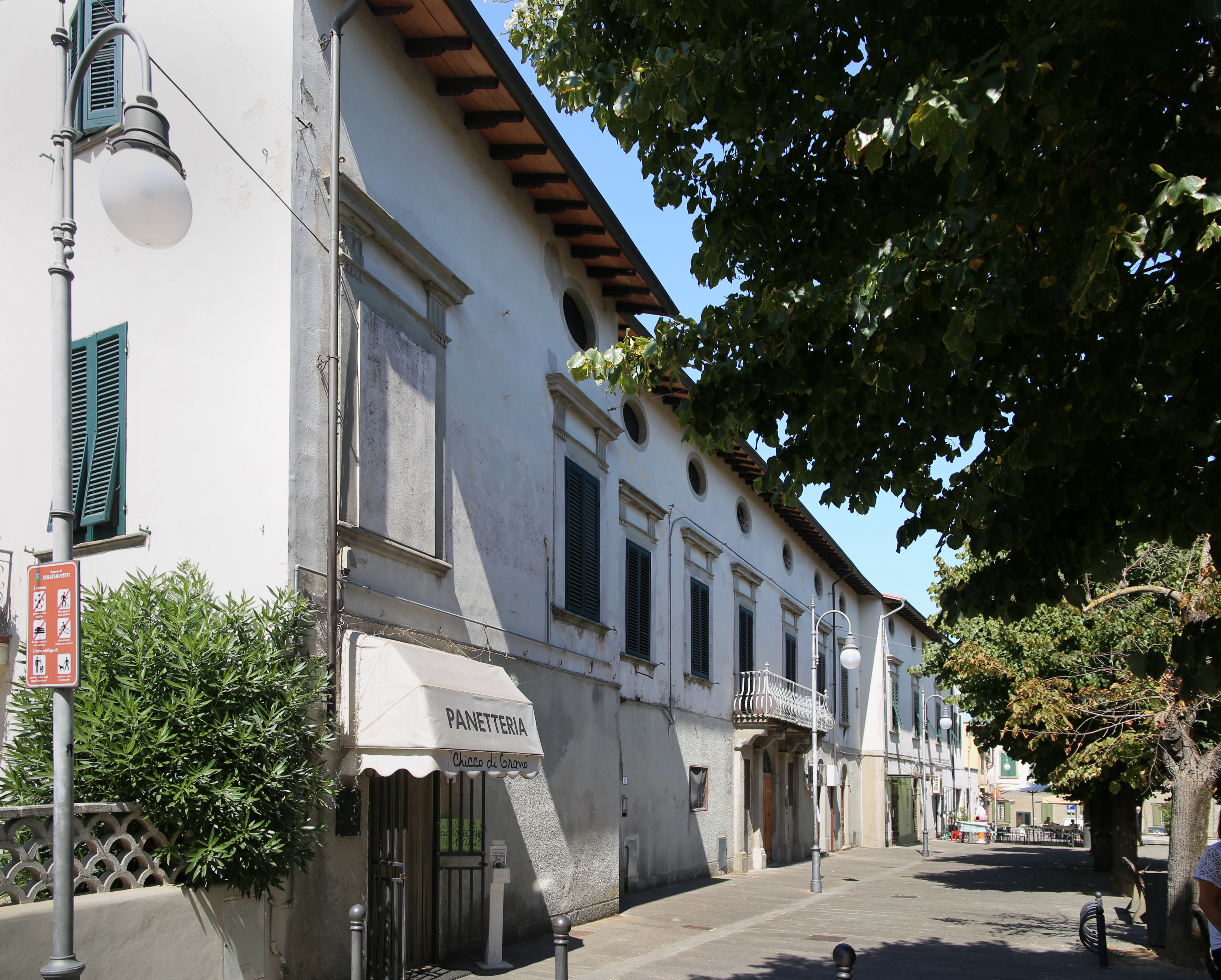
Aspecto actual da Villa Medicea di Collesalvetti.

A Villa Medicea di Collesalvetti é um antigo palácio da Família Médici localizado em Collesalvetti, na Província de Livorno.
Erguida no local antigamente conhecido como colina pisana, aqui se encontravam propriedades da família Salvetti (ou do tal Salvetto), dos quais derivou o nome de Collesalvetti.
O edifício original foi construído provavelmente nos inícios do século XV, para ser mais tarde adquirido por Lourenço e Juliano de Médici no dia 15 de Junho de 1476, dum certo Cesare di Guido di Nanni, de Arezzo, juntamente com as terras contíguas.
Embora de valor relativamente modesto e muito periférica em relação a Florença, a residência era tida em grande consideração, ao ponto de, cerca de um século depois, ser inserida por Giusto Utens na série de lunetas das villas dos Médici, encomendada por Fernando I para a Sala das Villas da Villa Medicea di Artimino. Entre as descrições dos bens dos Médici, por outro lado, esta era indicada como palazzo da Signore, apesar de ser simplesmente uma casa de lavoura, usada como local de estadia durante as viagens da família grão-ducal e como ponto de apoio para a caça silvestre e palustre.
O edifício era dotado duma ala realçada em forma de torre e era imersa, como se vê na luneta setecentista, numa propriedade agrícola rodeada por bosques e campos cultivados, com campos rigorosamente divididos, edifícios rurais, palheiros, estábulos e armazéns para os carros e ferramentas. Porém, não faltava também um jardim com canteiros geométricos ao lado da villa, elemento muito caro aos Médici, o que de facto distinguia a villa do simples edifício de campo.
O jardim, no qual sobressaíam muitas ártvores de fruto, era cercado e tinah na sua vizinhança um pequeno edifício de guarda ameado (talvez a famosa torre de que era dotada a colina).

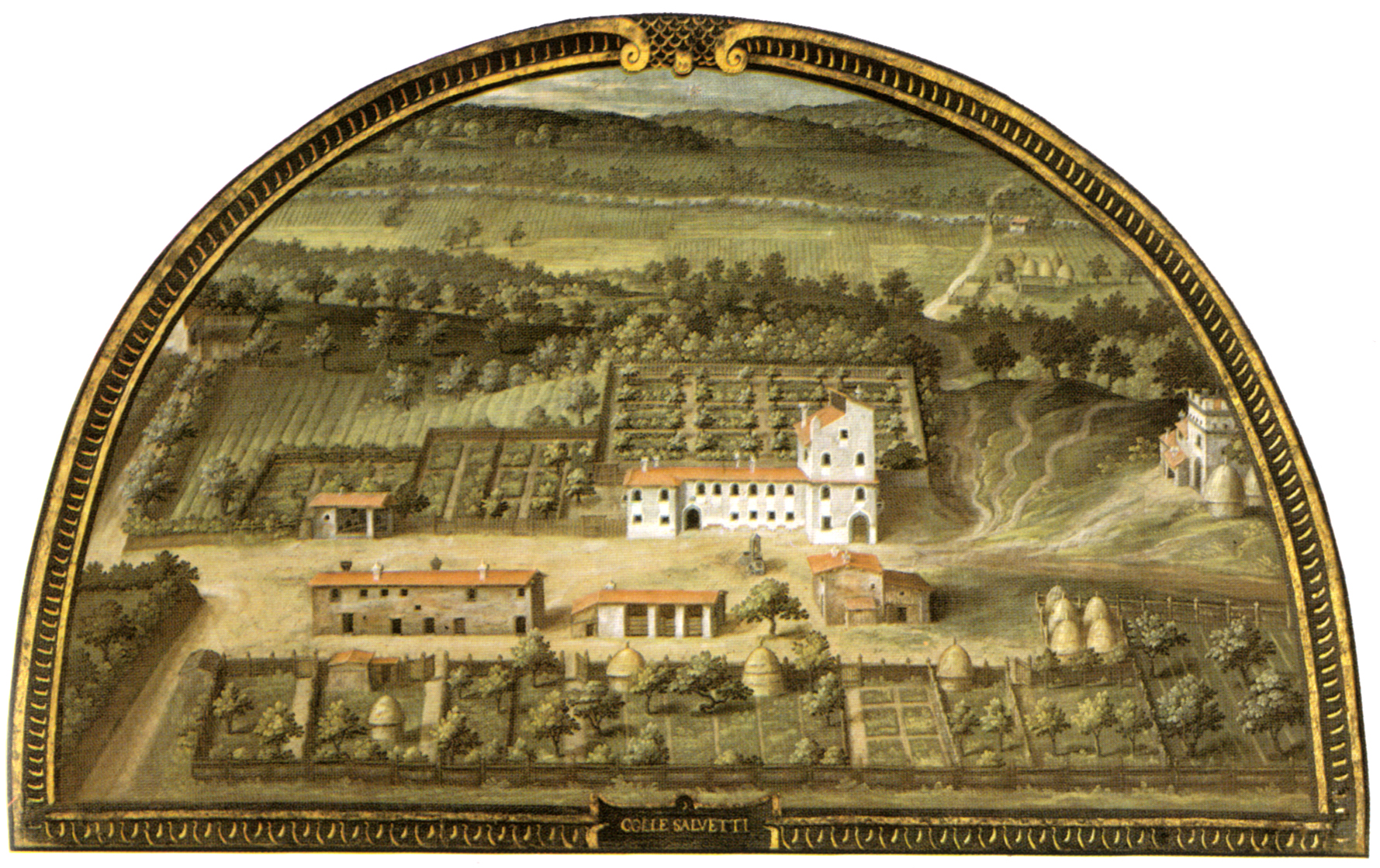
A Villa Medicea di Collesalvetti numa luneta de Giusto Utens, Museo di Firenze com'era.

A residência, ou melhor, a casa de lavoura, permaneceu, contudo, um edifício modesto quando comparada com as magníficas villas dos Médici.
A propriedade foi ampliada em 1571, quando o Abade Comendatário da comunidade de Collesalvetti concedeu a Leonor de Toledo, em enfiteusi perpétua, a vizinha propriedade que pertencia à Abadia dos XII Apóstolos, chegando assim a contar com pelo menos 20 campos activos.
Em 1737, com o advento dos Lorena na Toscânia, a casa de lavoura passou a fazer parte dos bens daquela família. Existem duas representações deste período: uma "planta da casa de lavoura" e "uma planta em grande perspectiva da casa de lavoura de Colle Salvetti com casa de campo contígua e instalações adjacentes", ambas desenhadas pelo engenheiro Caluri em 1777, nas quais é bem visível o aspecto setecentista da residência. A partir das plantas e das descrições nota-se como o edifício era elevado em três andares, composto por outros trinta locais, nos quais residia o lavrador com a sua família e o feitor com alguns criados. No andar térreo existiam amplos locias destinados aos serviços: celeiros, dispensas, uma carvoaria, um forno, galinheiros e outros. No primeiro andar existiam ambientes para habitação, cozinhas, o escritório e uma parte destinada aos hóspedes (ministros, visitantes, soberanos) que permaneciam aqui frequentemente. Por fim, o segundo andar era composto por outras salas, mais três pombais e um reservatório. Frente à casa de lavoura edifícios destinados aos estábulos, armazéns e habitações; finalmente, na praça frente à casa de lavoura existia o "piaggione", um armazém subterrâneo utilizado para depositar o grão, dividido em buracos, além dum poço para acedê-los. Hoje em dia este armazém encontra-se recoberto pela actual Praça da República, embora alguns ainda de recordem de ter entrado nele durante a guerra.
Com o passar do tempo os campos sofreram transformações radicais, ao ponto de terem sido gradualmente englobados no tecido urbano da crescente aldeia de Collesalvetti; actualmente o edifício mantem-se no corpo mais baixo, dividido em mais unidades habitacionais, com alguns estabelecimentos comerciais no piso térreo; na fachada apresenta diferenças notórias, com janelas enquadradas por molduras no primeiro andar e óculos elípticos no segundo andar. O edifício mantém-se bem visível na Praça da República, a praça principal de Collesalvetti, embora pouco reconhecível como uma villa dos Médici.